# Hampsonodes ampliplaga
Hampsonodes ampliplaga är en fjärilsart som beskrevs av Walker 1858. Hampsonodes ampliplaga ingår i släktet Hampsonodes och familjen nattflyn. Inga underarter finns listade i Catalogue of Life.